# 問寒別駅
問寒別駅（といかんべつえき）は、北海道（宗谷総合振興局）天塩郡幌延町字問寒別にある北海道旅客鉄道（JR北海道）宗谷本線の駅である。駅番号はW66。事務管理コードは▲121837。電報略号はトヒ。

## 歴史

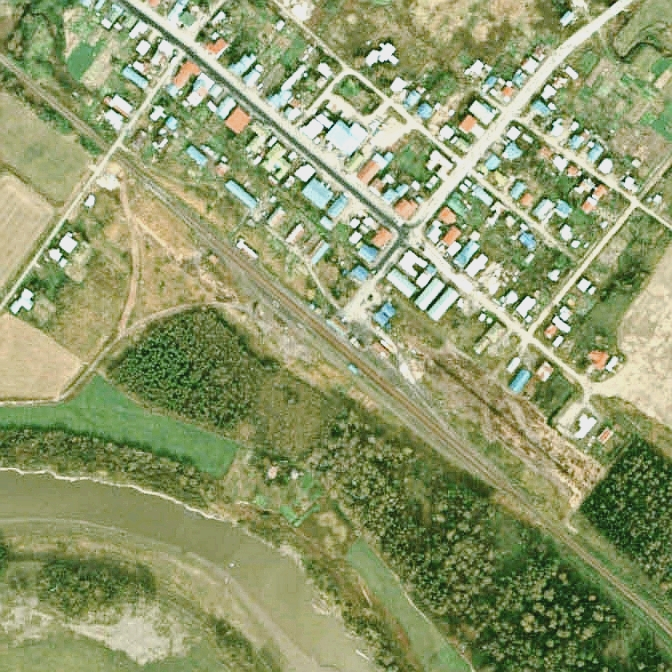
1977年の問寒別駅と周囲約500m範囲。左が稚内方面。相対式ホーム2面2線と外側に副本線。駅舎横の名寄寄りに貨物積卸場と引込み線。駅裏のストックヤードの大半は既に林と化して、長い間使用されなかった事を示している。駅舎横の貨物積卸場側のヤードには、1971年に廃止された幌延町営軌道の停車場や複数の側線、車庫などがあった。そこから90°曲がって、右端の斜め上に走る町道に沿って上問寒別方面へ伸びていた軌道跡が、町道脇に白い線となって残っている。

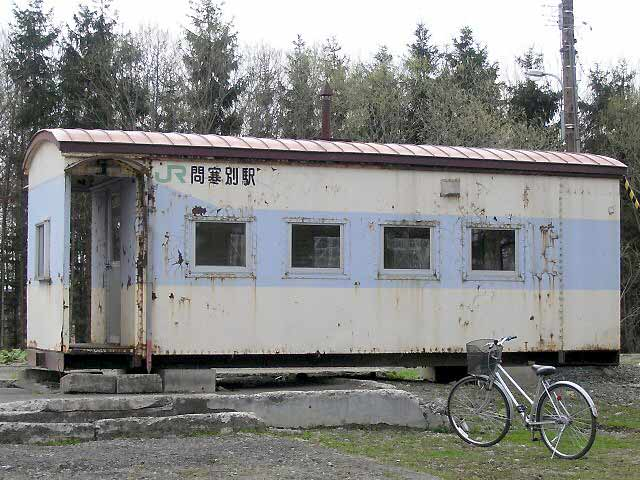
外壁改修前の駅舎（2005年5月）

- 1923年（大正12年）11月10日：鉄道省天塩線誉平駅（現・天塩中川駅） - 当駅間延伸開通に伴い開業[3][4][5]。一般駅[1]。
- 1924年（大正13年）6月25日：線路名を天塩南線に改称、それに伴い同線の駅となる[4]。
- 1925年（大正14年）7月20日：当駅 - 幌延駅間延伸開通に伴い中間駅となる[5]。
- 1926年（大正15年）9月25日：天塩南線と天塩北線を統合し線路名を天塩線に改称、それに伴い同線の駅となる[4]。
- 1930年（昭和5年）
  - 4月1日：天塩線を宗谷本線に編入、それに伴い同線の駅となる[4]。
  - 9月10日：殖民軌道問寒別線（後の幌延町営軌道）問寒別駅前停留所 - 上問寒別停留所間開通に伴い同線の問寒別駅前停留所開業[6][7]
- 1949年（昭和24年）6月1日：公共企業体である日本国有鉄道に移管。
- 1960年（昭和35年）11月：駅舎改築[8]。
- 1971年（昭和46年）6月1日：幌延町営軌道全線廃止[6]。
- 1982年（昭和57年）11月15日：貨物取扱い廃止[1]。
- 1984年（昭和59年）
  - 2月1日：荷物取扱い廃止[1]。
  - 11月10日：出札・改札業務を停止し、旅客関係の駅員を配置しない停留所扱いの無人駅となる[新聞 1]。
- 1986年（昭和61年）11月1日：通票閉塞廃止に伴い運転職員無人化、駅長以下4名の職員引き上げ[新聞 2][9]。同月、旧駅舎を解体、貨車駅舎に改築[9]。
- 1987年（昭和62年）4月1日：国鉄分割民営化により、北海道旅客鉄道（JR北海道）の駅となる。
- 2015年（平成27年）夏：駅舎外壁を改修 [幌延町 1]。
- 2017年（平成29年）9月8日：構内の琺瑯製第三種駅名標が盗難に遭っていることが判明[新聞 3][新聞 4]。
- 2019年（令和元年）12月3日：JR北海道が沿線自治体に対し、宗谷本線活性化推進協議会を通じて当駅含む29駅[注釈 1]について、自治体による維持管理もしくは費用負担による存続か、2021年（令和3年）3月での廃止かの方針を2020年3月までに報告するよう要請[新聞 5]。
- 2020年（令和2年）3月28日：幌延町が2021年度から、ふるさと納税等を原資とした町による維持管理に移行することを発表[幌延町 2]。
  - 当駅の存続理由について幌延町は「市街地を形成していること[幌延町 2]」とした。
- 2021年（令和3年）4月：幌延町による維持管理に移行[JR北 1][新聞 6]。

### 駅名の由来
所在地名より。現在の問寒別川を指すアイヌ語の「トイカムペッ（toy-kamu-pet）」（土・被さる・川）に由来する。食用土が多かったことによる名であるとされる。

## 駅構造
単式ホーム1面1線を有する地上駅。ホームは線路の北東側（稚内方面に向かって右手側）に存在する。分岐器を持たない棒線駅となっている。かつては相対式ホーム2面2線を有する列車交換可能な交換駅であった。当時は互いのホームは駅舎側ホーム中央部分と対向側ホーム北側を結んだ構内踏切で連絡した。駅舎側（東側）が上下本線（共用）、対向側ホームが下り線となっていた（番線表示なし）。そのほか対向側ホーム外側への副本線を1線有し、また上下本線の旭川方から分岐し駅舎東側のホーム切欠き部分の貨物ホームへの貨物側線を1線とその途中から分岐した側線を1線有していた。側線を含め交換設備運用廃止後は線路は撤去されたが、ホーム前後の線路は分岐器の名残で湾曲していた。
幌延町管理の無人駅となっている。駅舎は構内の北東側に位置しホーム中央部分に接している。有人駅時代からの駅舎は改築され、ヨ3500形車掌車を改造した貨車駅舎となっている。旧駅舎の基礎の上に設置されている。出入口には砕石で盛り土をした上にアスファルト敷きのスロープが新たに設置されている。駅舎とは別棟でプレハブのトイレ棟を有する。
駅の後方には鉄道林がある。 
また以前は当駅から殖民軌道問寒別線（後の幌延町営軌道）が接続していた。

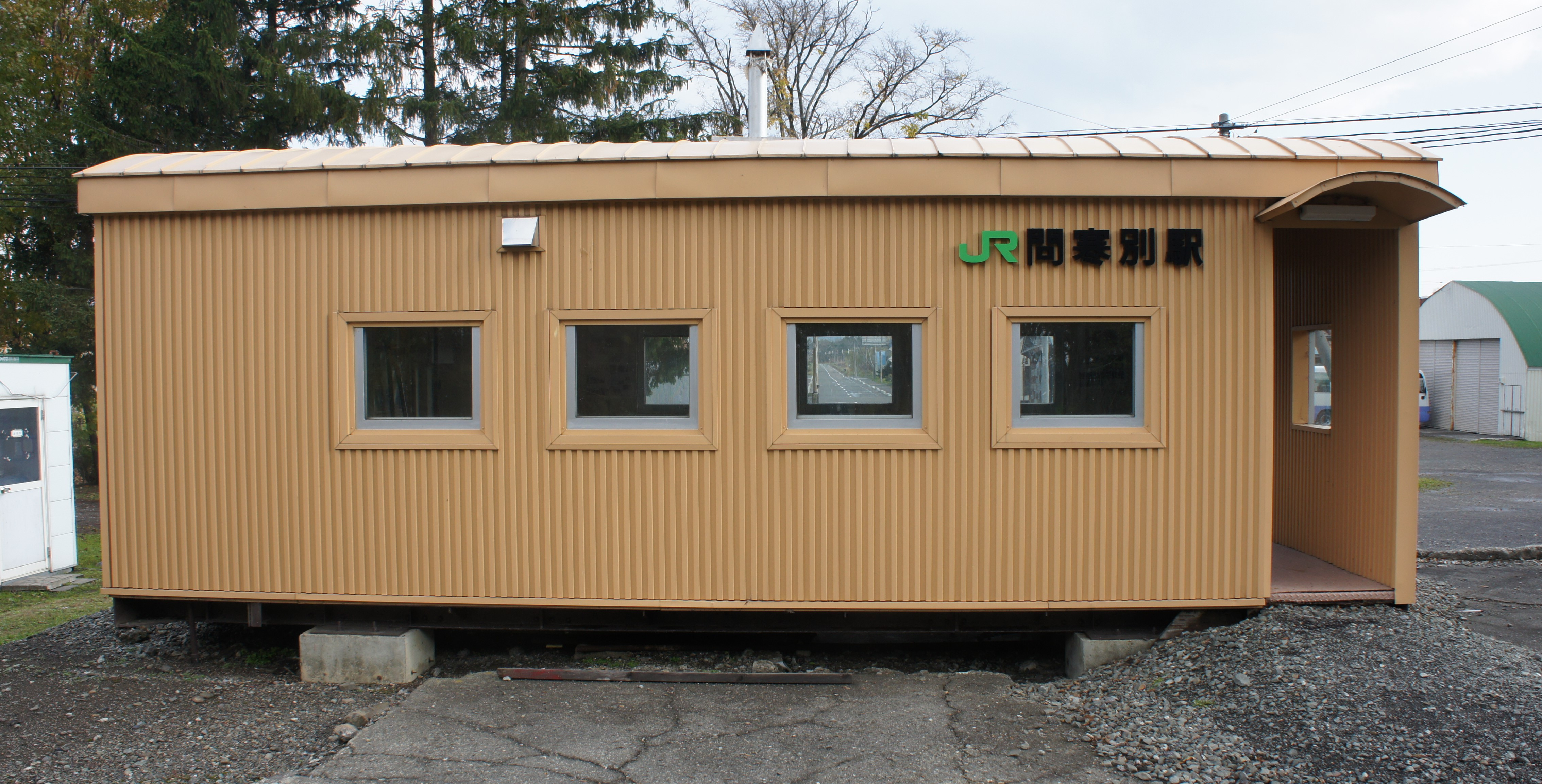
ホーム側から見た駅舎 （2017年10月）
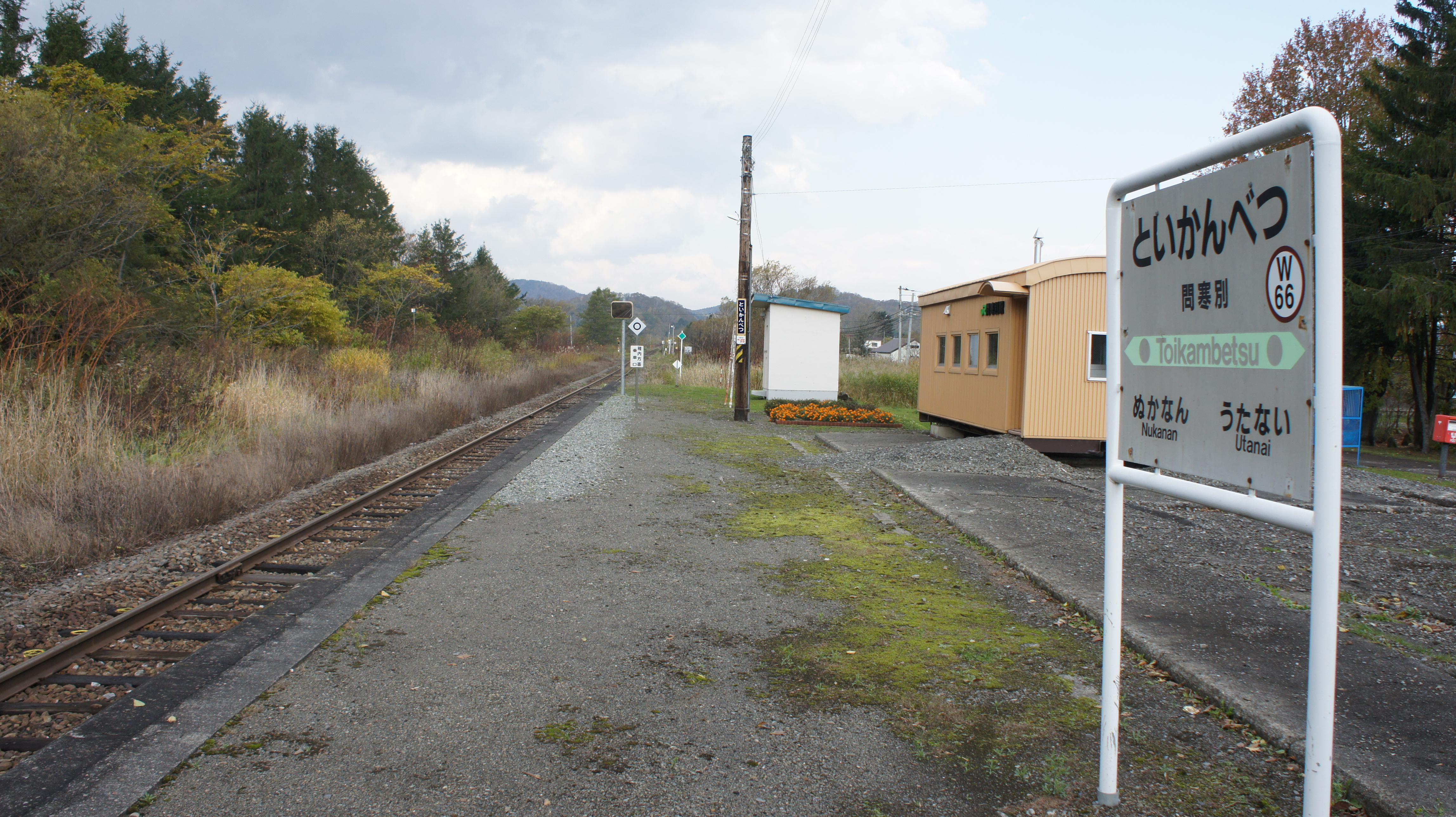
ホーム（2017年10月）
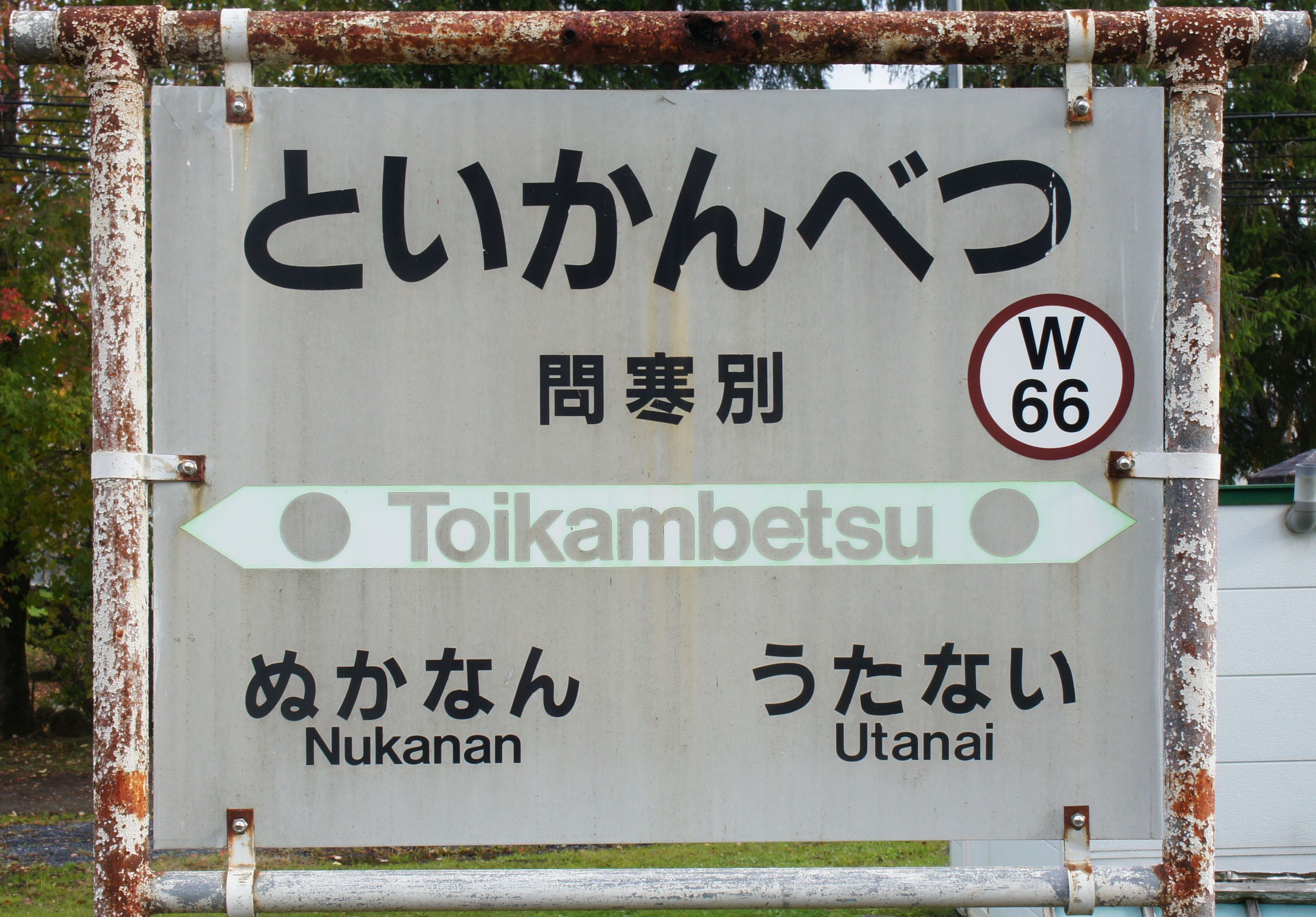
駅名標（2017年10月）

## 利用状況
乗車人員の推移は以下の通り。年間の値のみ判明している年度は日数割で算出した参考値を括弧書きで示す。出典が「乗降人員」となっているものについては1/2とした値を括弧書きで乗車人員の欄に示し、備考欄で元の値を示す。
また、「JR調査」については、当該の年度を最終年とする過去5年間の各調査日における平均である。
| 年度               | 乗車人員（人） | 乗車人員（人） | 乗車人員（人） | 出典        | 備考            |
| 年度               | 年間           | 1日平均        | JR調査         | 出典        | 備考            |
| ------------------ | -------------- | -------------- | -------------- | ----------- | --------------- |
| 1966年（昭和41年） | 67,041         | (183.7)        |                | [ 16 ]      |                 |
| 1978年（昭和53年） |                | 98             |                | [ 17 ]      |                 |
| 1981年（昭和56年） |                | (37.0)         |                | [ 14 ]      | 1日乗降客数74人 |
| 1992年（平成04年） |                | (30.0)         |                | [ 11 ]      | 1日乗降客数60人 |
| 2015年（平成27年） |                |                | 「10名以下」   | [ JR北 2 ]  |                 |
| 2016年（平成28年） |                |                | 1.2            | [ JR北 3 ]  |                 |
| 2017年（平成29年） |                |                | 1.0            | [ JR北 4 ]  |                 |
| 2018年（平成30年） |                |                | 0.6            | [ JR北 5 ]  |                 |
| 2019年（令和元年） |                |                | 1.2            | [ JR北 6 ]  |                 |
| 2020年（令和02年） |                |                | 1.4            | [ JR北 7 ]  |                 |
| 2021年（令和03年） |                |                | 1.4            | [ JR北 8 ]  |                 |
| 2022年（令和04年） |                |                | 1.2            | [ JR北 9 ]  |                 |
| 2023年（令和05年） |                |                | 2.2            | [ JR北 10 ] |                 |

## 駅周辺
- 北海道道583号上問寒問寒別停車場線
  - 道路沿いに植民軌道の橋台が残存する。
- 北海道道541号問寒別佐久停車場線
- 北海道道395号問寒別停車場下国府線
- 幌延町問寒別集落　役場を有する幌延市街に次ぐ町内第二の集落
  - 幌延町役場問寒別出張所
  - 幌延町立問寒別診療所
  - 幌延町立問寒別小中学校
  - 幌延町立問寒別へき地保育所
  - 問寒別生涯学習センター
  - 天塩警察署問寒別駐在所
  - 問寒別郵便局（無集配）
  - 幌延町農業協同組合（JA幌延町）問寒別支所
  - JA幌延町問寒別給油所（ホクレンSS）
  - Qマート問寒別店
  - 有限会社問寒別軽送
  - 有限会社北栄
  - 有限会社CFT
  - 株式会社森崎組
  - 株式会社土屋建設
  - 株式会社本多製作所道北営業所
  - 三浦理容室問寒別店
  - 日本一しょぼいゲストハウス ウタラといかん[18]
  - バーチャルオフィスCOCOCARA
  - 合同会社memo'tock
- 北海道大学天塩研究林[19]
- 天塩川

## 隣の駅
北海道旅客鉄道（JR北海道）
■宗谷本線
天塩中川駅 (W64) - *下中川駅 - *歌内駅 (W65) - 問寒別駅 (W66) - 糠南駅 (W67)
*打消線は廃駅